# 黑俯海鯰
黑俯海鯰為輻鰭魚綱鯰形目海鯰科的其中一種，分布於中美洲瓜地馬拉Rio Motagua流域，體長可達23公分，棲息在底中層水域，屬肉食性，生活習性不明。

## 擴展閱讀
維基物種上的相關：黑俯海鯰